# Cvetko Golar
Cvetko Florijan Golar (* 4. Mai 1879 in Gosteče; † 18. November 1965 in Ljutomer) war ein jugoslawischer Lyriker, Erzähler und Dramatiker.
Golar, der als jüngstes von sieben Kindern geboren wurde, verlor im Alter von sechs Jahren seinen Vater. Er besuchte ab 1886 die Schule in Loka und von 1890 bis 1897 das Gymnasium in Ljubljana, wo Josip Murn einer seiner Klassenkameraden war. Mit einer Unterbrechung lebte er bis 1924 in Ljubljana. Im Ersten Weltkrieg wurde er zum Militärdienst eingezogen und diente im Hinterland. 1924 heiratete er Angela Karba, mit der er bis zu seinem Tod in Ljutomer lebte.
Anfang der 1900er Jahre erschienen erste Gedichte Golars in Zeitschriften wie Ljubljanski Zvon und Slovan. Seinen ersten Gedichtband Pisano polje veröffentlichte er 1910, es folgten später Rožni grm (1919), Poletno klasje (1923), Njiva zori (1927) und Veseli svati (1942). Viele seiner folkloristisch orientierten Gedichte wurden auch vertont.
Zeitgleich mit seinen ersten Gedichten erschienen auch Prosatexte in Zeitschriften wie Domovina, Zabavna Knjižnica, Knezova Knjižnica und Slovenski Narod. Seine Erzählbände Kmečke povesti (Bauernmärchen, 1914) und Pastirjeva nevesta (Die Hirtenbraut, 1923) mit der Erzählung Bratje in sestre v Gospodu (Brüder und Schwestern im Herrn) gelten als Höhepunkt seines Prosawerkes.
Ab den 1920er Jahren wandte sich Golar mehr dem Drama zu. Es entstanden Stücke wie Vdova Rošlinka (1925), Zapeljivka (1931), Dve nevesti (1932), Ples v Trnovem (1942) und das Volksstück Slepe miši (Blinde Mäuse, später unter dem Titel Dva mlada para, Zwei junge Paare bekannt), daneben auch Einakter wie Njen soprog, Svatba dveh bratov und Take so. In den 1940er Jahren war er der meistgespielte Autor an slowenischsprachigen Bühnen in Ljubljana und im Ausland.
Auch Golars Sohn Manko Golar wurde als Schriftsteller bekannt. Die Stadt Ljutomer richtete Manko und Cvetko Golar 2015 einen Gedenkraum ein. In Škofja Loka ist eine Grundschule nach Cvetko Golar benannt.  